# Olissipo

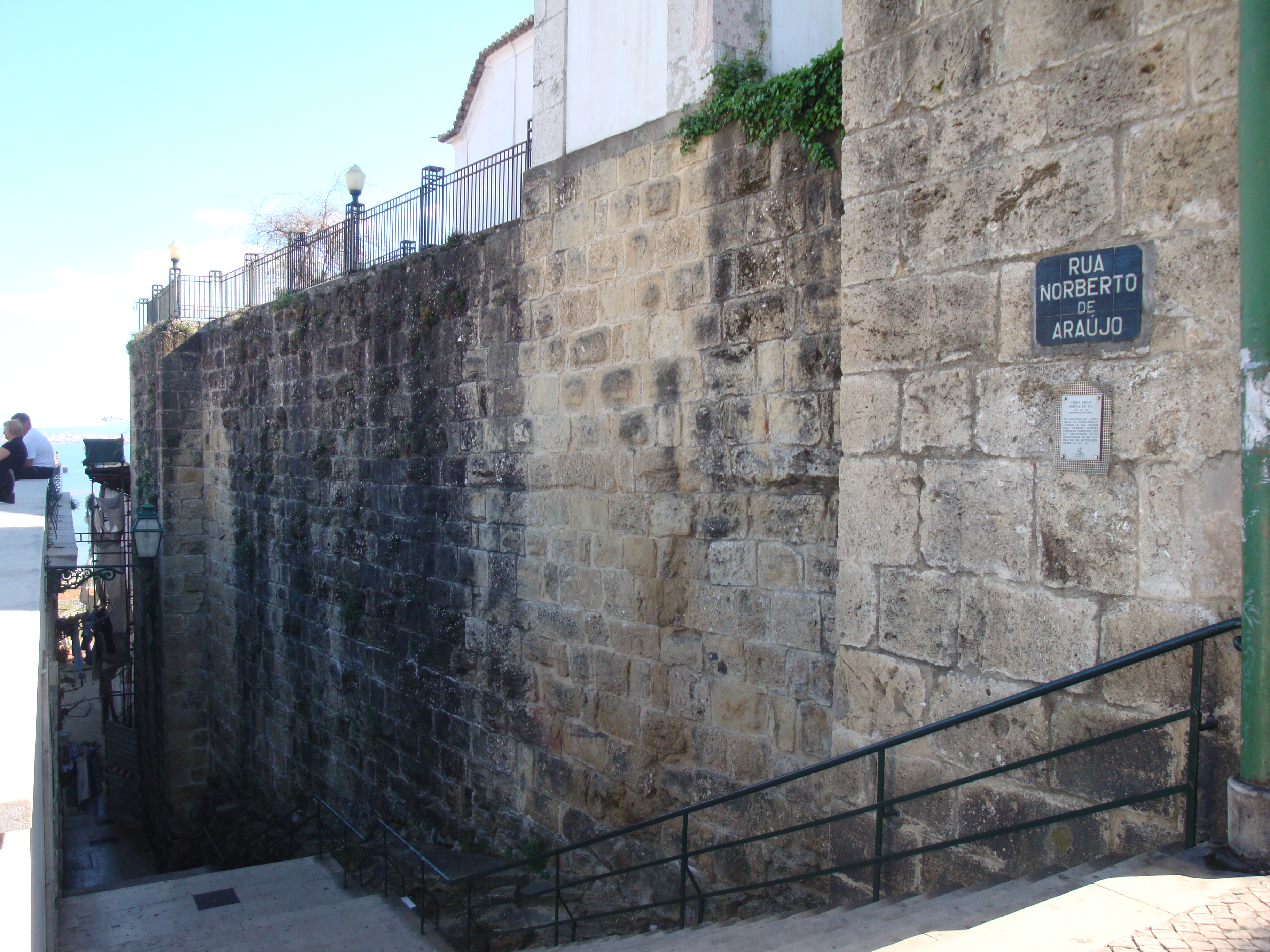
Restos de la muralla romana de Olissipo

Olissipo era el nombre que en época romana recibía la actual ciudad de Lisboa. Según Bochart, deriva del fenicio Allis Ubbo ( Puerto Seguro ), aunque otros sostienen que es una voz turdetana-tartésica prerromana. 
La ciudad era una de las más importantes de la Lusitania aunque la capital provincial se encontraba en la ciudad de Augusta Emerita, en el actual municipio español de Mérida. Fue un municipio romano, siendo sus habitantes ciudadanos romanos a pesar de no ser de ascendencia romana, debido a una alianza firmada entre el gobierno de la ciudad y Roma. 
En latín vulgar, el nombre degeneró en Olissipona, de donde deriva el nombre árabe al-Lixbûnâ a partir del año 719, para terminar en el Lisboa actual, en la que la s en portugués ( en sílaba inversa ) suena como la x árabe ( o sea como una sh inglesa, aproximadamente ).

## Absorción por el imperio
Cuando se iniciaron las guerras púnicas entre Cartago y Roma, varios de los conflictos tuvieron lugar en Hispania, que en la época era la más importante posesión del imperio cartaginés. Hacia 221-219 a. C., Aníbal toma Sagunto, iniciando la segunda guerra púnica. Aníbal invadió Italia atravesando los Pirineos y los Alpes a partir de un desembarco con elefantes en la península y a él se juntaron tropas celtíberas, incluyendo lusitanas. La respuesta de Roma a ese peligroso ataque fue la invasión y conquista de Hispania a los cartaginenses por las tropas de Escipión el Africano, hacia el 210 a. C.. Después de las batallas que tuvieron lugar en el oriente peninsular, Décimo Junio Bruto Galaico es encargado, como cónsul y representante del Senado, de pacificar la región occidental. En el 205 a. C. Olissipo, una de las ciudades de los túrdulos oppidanos, se alía a los romanos, luchando sus habitantes del lado de las legiones. Los ataques de pueblos lusitanos a la ciudad y a los romanos llevaron a la necesidad de construir una muralla que envolviese al núcleo urbano. Con la Pax romana, es absorbida en el Imperio y recompensada a través de la atribución de la ciudadanía romana, que era un privilegio que sólo se concedía a los ciudadanos italianos. Felicitas Julia fue el nuevo nombre de la ciudad, tal y como estaba establecido en el estatuto de Municipium atribuido por Julio César, para los territorios que se encontraban alrededor, hasta una distancia de 50 kilómetros. No se pagaban impuestos a Roma, al contrario de casi todos los demás castros y poblaciones autóctonas conquistadas.

## Pax Romana
La ciudad prosperó con el comercio con la provincia romana de Britania y con las poblaciones en la ribera del Tajo hasta el interior de la meseta ibérica. Julius y Cassios, gobernaron la ciudad con un régimen republicano y oligarca, enviando problemas y peticiones al gobernador que se encontraba en Mérida para que este los resolviese. Entre ellas destaca la delegación que se envió a Tiberio para quejarse por los monstruos marinos que destrozan los barcos en el océano. La ciudad era en aquella época de las mayores y más importantes de la península.